# Mecistogaster jocaste
Mecistogaster jocaste är en trollsländeart. Mecistogaster jocaste ingår i släktet Mecistogaster och familjen Pseudostigmatidae.

## Underarter
Arten delas in i följande underarter:
- M. j. jocaste
- M. j. sincerus
- M. j. vincentius